# کنت کیتینگ
کنت کیتینگ (به انگلیسی: Kenneth Keating) سناتور سابق عضو حزب جمهوری‌خواه ایالات متحده آمریکا بود. وی در سال ۱۹۵۹ تا ۱۹۶۵ میلادی سناتور ایالت نیویورک در سنای ایالات متحده آمریکا بود.